# História de Istambul

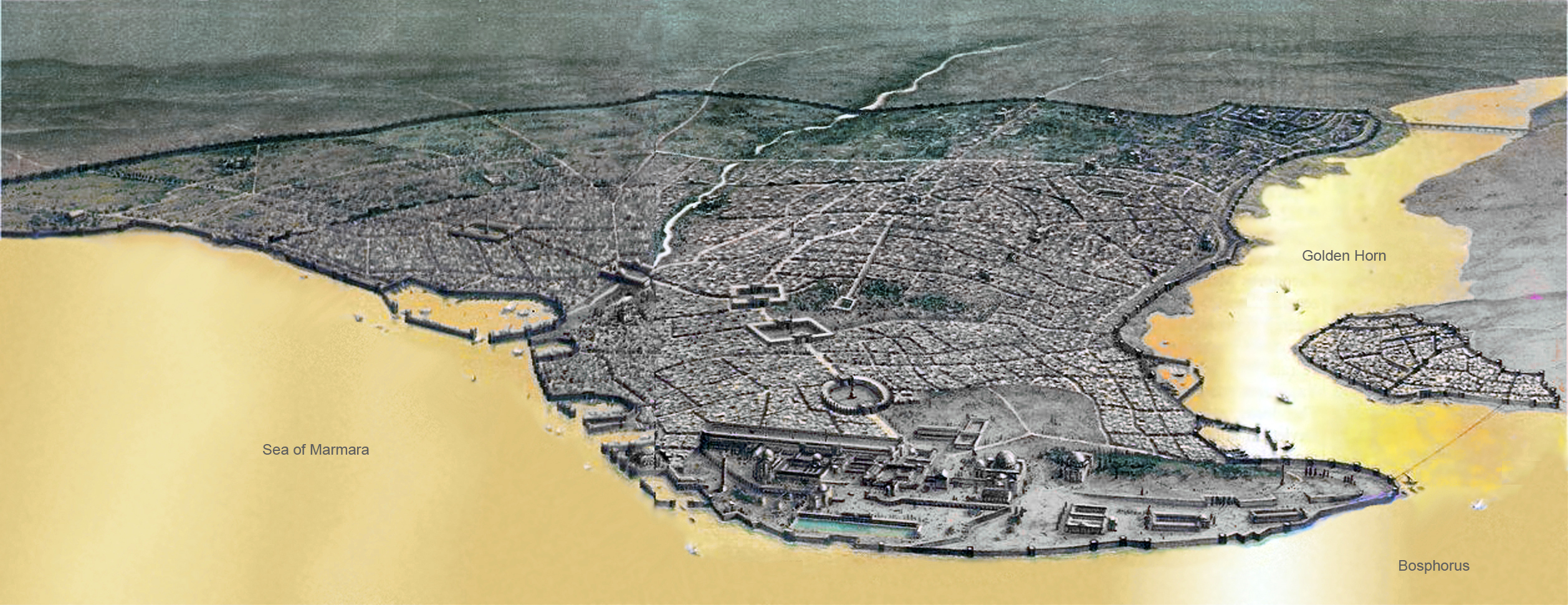
Istambul no tempo do Império Bizantino

Istambul é uma cidade situada na encruzilhada de dois continentes, capital do Império Romano do Oriente, de Bizâncio, capital do Império Otomano, e ponte entre duas culturas. Na história desta cidade se entrecruzam as civilizações e religiões e misturam-se feitos muito diversos que mostram a importância deste enclave urbano ao longo da história.
A cidade de Istambul localiza-se ambas as margens do estreito de Bósforo e do norte do mar de Mármara, os quais separam a Ásia da Europa no sentido norte-sul, que fez de Istambul a única  cidade que ocupa dois continentes

## Situação geográfica
Quiçá o lugar onde assenta Istambul seja o mais privilegiado da história tal como passou inclusive a época contemporânea. É um ponto crucial: a divisória natural entre Europa e Ásia, oriente e ocidente, que ademais é o lugar de passagem entre o norte e o sul, o Mar Negro e o Mediterrâneo. Era quase obrigatório que aqui existisse sempre uma cidade importante.
Pela ciência há restos verdadeiros de povoamento tão antigos como o homem em ambas as orlas do estreito do Bósforo. Ademais, à encruzilhada vem-se a somar o chamado Corno de Ouro, uma enseada, magnífico porto natural, entrada de água na parte europeia desde o Bósforo, que deixa uma península dominando o acesso a aquele desde o Mar de Mármara o pôr sul. De facto, no lugar existia desde o século XIII a.C. um assentamento trácio, Ligos.

## Bizâncio

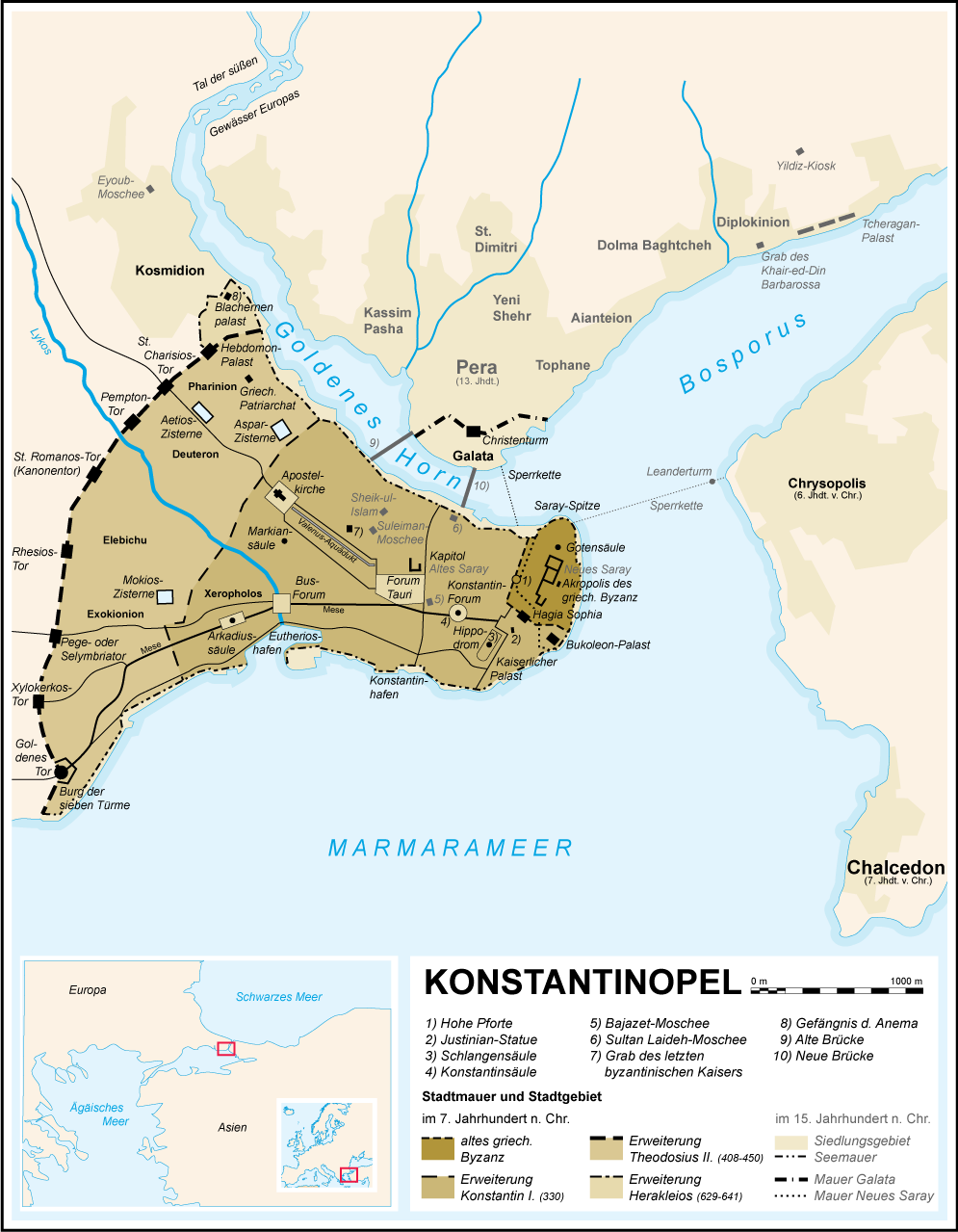
Bizâncio em cor mais escura

Essa excelente situação não foi aproveitada pelos colonos de Mégara ao fundar sua primeira colónia, Calcedônia, na orla contrária. Mas no 667 a.C. seu rei Bizas não duvidou em fundar Bizâncio no cume do extremo da península.
Rodeada de uma muralha de um quilómetro, vinha a coincidir em extensão aproximadamente com a do atual Palácio de Topkapı. Dominando a cidade, a tradicional acrópole com os templos, sendo Hera a deusa tutelar, e sob o porto, na entrada recolhida do Corno de Ouro.
O enclave converteu-se cedo em um posto comercial estratégico e a cujo objecto ambicionado por qualquer que fosse a potência dominante da região durante os seguintes seis séculos: persas, atenienses, espartanos, jônios, macedônios, gálatas e trácios disputaram o lugar.
Os romanos colocaram a cidade no seu império a partir do século I a.C. e voltou a florescer no tempo dos antoninos (século II d.C.). No entanto, no ano 196 a cidade com suas muralhas foi destruída por Septímio Severo em represália por dar refúgio aos partidários de seu rival.
O seu sucesso deu-se por conta da importância do lugar e mandou reconstruir a cidade aumentando o tamanho (dobrando a superfície dentro de novas muralhas) e tornando-a mais bela com novas construções (deu início ao Hipódromo de Constantinopla). A cidade recebeu o nome de Augusta Antonina. Prosperou de novo; contava com teatro e anfiteatro sob a acrópole fortificada para o estreito; um estádio ou circo (cinégio) ao norte cara o Corno onde também estava o estratégio ou campo militar junto a muralha à altura da actual ponte. Asemade tinha uma ágora (Tetrastoon, quatro estoas) entre a acrópole e o hipódromo, onde também se situavam os telefonemas Agarras de Zeuxipo, o único que subsiste hoje em dia.

## Nova Roma: Constantinopla

Basílica de Santa Sofia.

Em 324, a guerra civil entre Licínio e Constantino arrematou com a derrota do primeiro na Batalha de Crisópolis e uma nova destruição das muralhas da cidade. Constantino I, o Grande investiu-se como único imperador e se veio na necessidade de resituar a capitalidade do Império (Roma estava bem longe de oriente, montão de epidemias e intrigas). Bizâncio era a melhor localização. Por outra parte, é preciso ter em conta que desde o Edicto de Milão em 313, o cristianismo era religião oficial no império.
O plano da nova cidade (330 d.C.), que chamou Nova Roma, sobrepunha-se à de Septímio Severo em seu centro representativo, o final do Hipódromo, um grande fórum, o Augusteu, no lugar do Tetrastoon; e unindo ambos espaços públicos o Grande Palácio Imperial, com sua porta ceremonial (Calce) para o fórum e o palco real (Catisma) ao hipódromo. Ao norte do Augusteu, entre este e os templos pagãos da antiga acrópole mandou construir as primeiras igrejas (primitivas Santa Irene e Santa Sofia o pões seu sucessor Constantino II, 360).

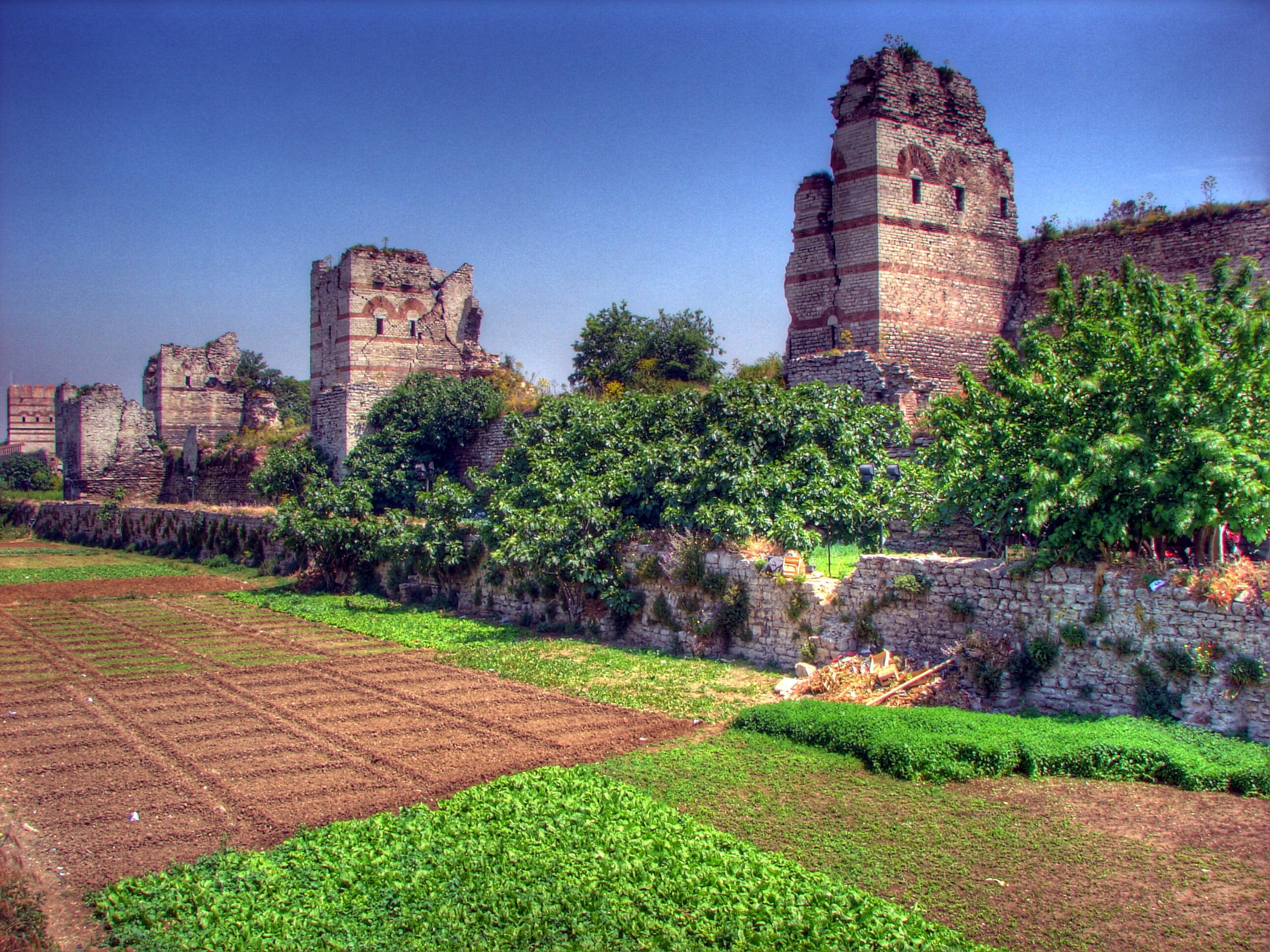
Muralhas de Constantinopla.

Para a cidade em si, quadruplicou sua superfície para o oeste e a fechou com novas muralhas. A extensão começava numa esquina do fórum com o chamado Milion, marco de começo de todas as rotas do império. Daí arrancava a via principal da cidade, Mese, que em seu percurso porticado inclusive as muralhas ia encontrando vários fóruns: primeiro, o circular Fórum de Constantino, depois o Fórum Taurino o de Teodósio, o Fórum Taurino abaixo, no vale do Lico, e finalmente o Fórum de Arcádio. Depois do fórum de Teodósio a Mese duplicava-se com um ramal para o noroeste, onde mandou construir a fundacional (do tipo central em cruz grega com cinco cúpulas Miniatura bizantina representando a Igreja dos Santos Apóstolos) igreja dos Santos Apóstolos sobre do que era um templo pagão. Ali foi enterrado quando morreu. O conjunto urbano ainda estava em construção e foram seus sucessores os que o foram completando . A cidade recebeu então o nome de Constantinopla (Constantinópolis).
Nos começos do século V, Constantinopla tinha desbordado seus muros, pelo que baixo Teodósio II se empreendeu a construção de uma nova cintura de maralhas exteriores (408–413). Eram 5 630 metros de soberba fortificação entre o Mar de Mármara e o subúrbio de Blaquerna no Corno de Ouro (onde se fixou uma pequena ampliação num século depois) para acolher uma crescente população (300 000 habitantes). A entrada ceremonial da cidade era a do sul, a magnífica Porta Áurea Artigo sobre as muralhas de Constantinopla em língua alemã. Ademais estavam os 16 km de muralha do mar. Resistiu os ataques bárbaros e islâmicos e a cidade foi inexpugnável inclusive 1204.

## Justiniano

Centro monumental de Constantinopla ao redor do Grande Palácio.

O zênite deste primeiro esplendor da capital foi conseguido com o governo de Justiniano (r. 527–565), onde Constantinopla já era a maior cidade do mundo (500 000 habitantes).
Depois da Revolta de Nica em 532, que resultou no incêndio de grande parte da cidade, o imperador deu início a um vasto programa construtor. A primeira Santa Sofia tinha ardido já num distúrbios no ano 404; reconstruída, a segunda basílica foi queimada durante a Revolta de Nica. Justiniano chamou a Antêmio de Trales e a Isidoro de Mileto para construir o maior templo jamais erigido até então. Claro que o conseguiram. Basílica de Santa Sofia é um desenho único e original, enorme, com um interior grandioso e abundante decoração. A culminação era uma grande cúpula que colapsou num terramoto em 558. De imediato foi reconstruída por Isidoro o Novo com materiais mais ligeiros e uma maior frecha (6,25 m para uma altura total de 60 m).
Santa Sofia somente foi o padrão para um grupo de igrejas fundamentais na história da cidade: aos mesmos arquitectos, Justiniano encarregou-lhes a erecção de um templo maior dos Santos Apóstolos (salvando o Mausoléu de Constantino) onde seria enterrado ele e os seguintes imperadores inclusive o medievo; ademais São Polieucto e Santos Sergio e Baco, que poderia ser um precedente para Santa Sofia; e uma nova Santa Irene, já que a primitiva também tinha sido incendiada na revolta.

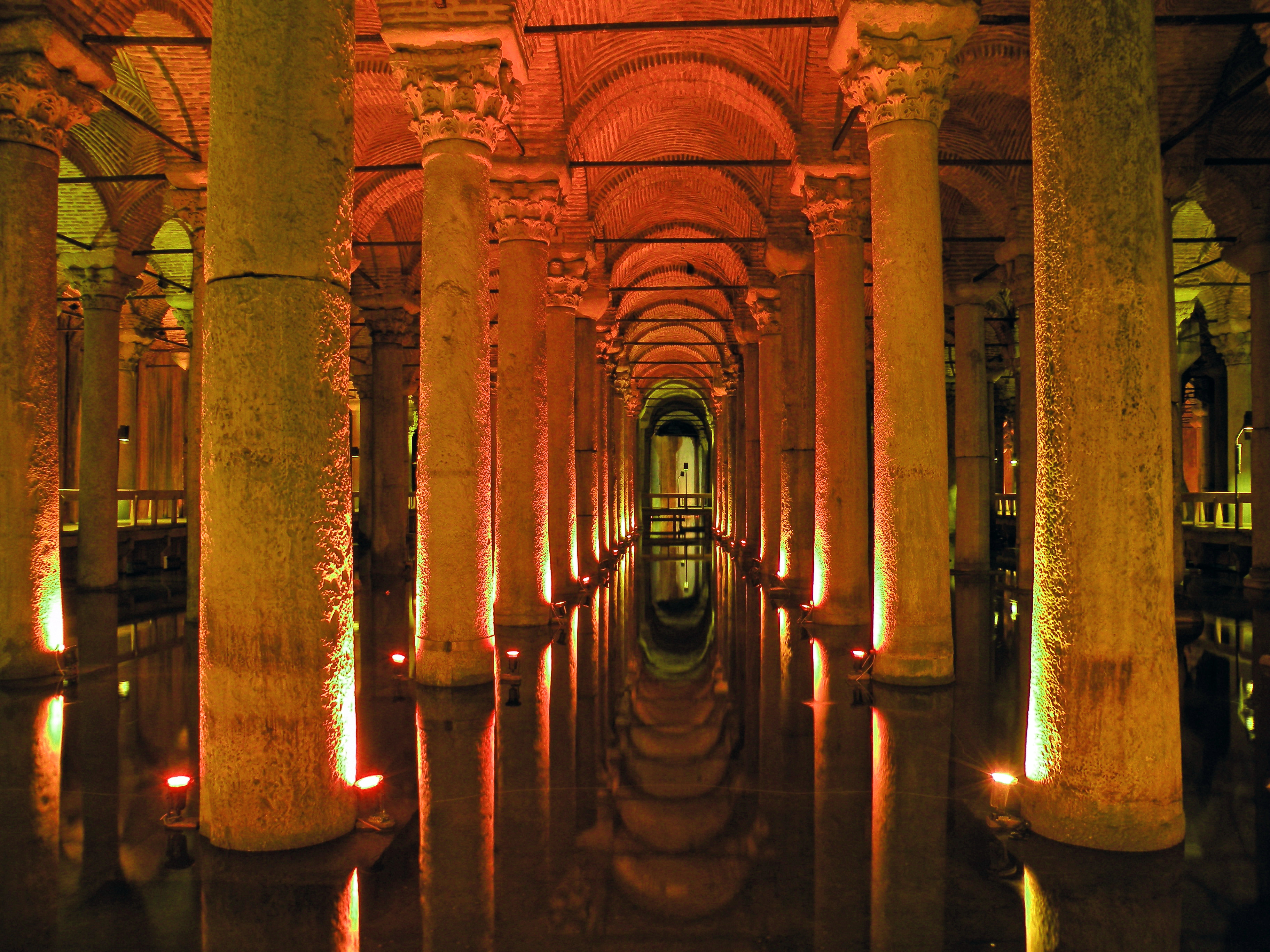
Basílica Cisterna.

Depois vieram séculos de decadência ante a pujança árabe, com a controvérsia iconoclasta de por médio (século VIII-IX, tantas estátuas e tesouros artísticos que decoravam a cidade foram destruídos) onde somente são salientáveis pequenas igrejas de conventos (Constantino Lips, Salvador de Chora).
No civil, cabe destacar as singulares obras para assegurar o abastecimento de água a cidade, um ponto no que o promontório onde se assenta é desvantajoso. Já nos tempos do imperador Valente (368) se arrematou um aqueduto que ainda continua em pé. Justiniano mandou construir a Basílica Cisterna e a Cisterna de Filoxeno, obras subterrâneas em abóbada de tijolo realmente assombrosas.
Desde o século V que Teodósio II erigiu uma fortaleza, teve um subúrbio na orla contrária do Corno de Ouro: Gálata ou Pera. E desde o século XIII foi lugar de assentamento de comerciantes genoveses e no 1348 foi erguida a Torre de Gálata em sua muralha defensiva.Miniatura de Constantinopla no século XVkulesi.jpg Imagem da Torre Gálata[ligação inativa].
Em conjunto, um organismo urbano que permaneceria no essencial intacto quase que mil anos.

## Tempo das cruzadas: decadência

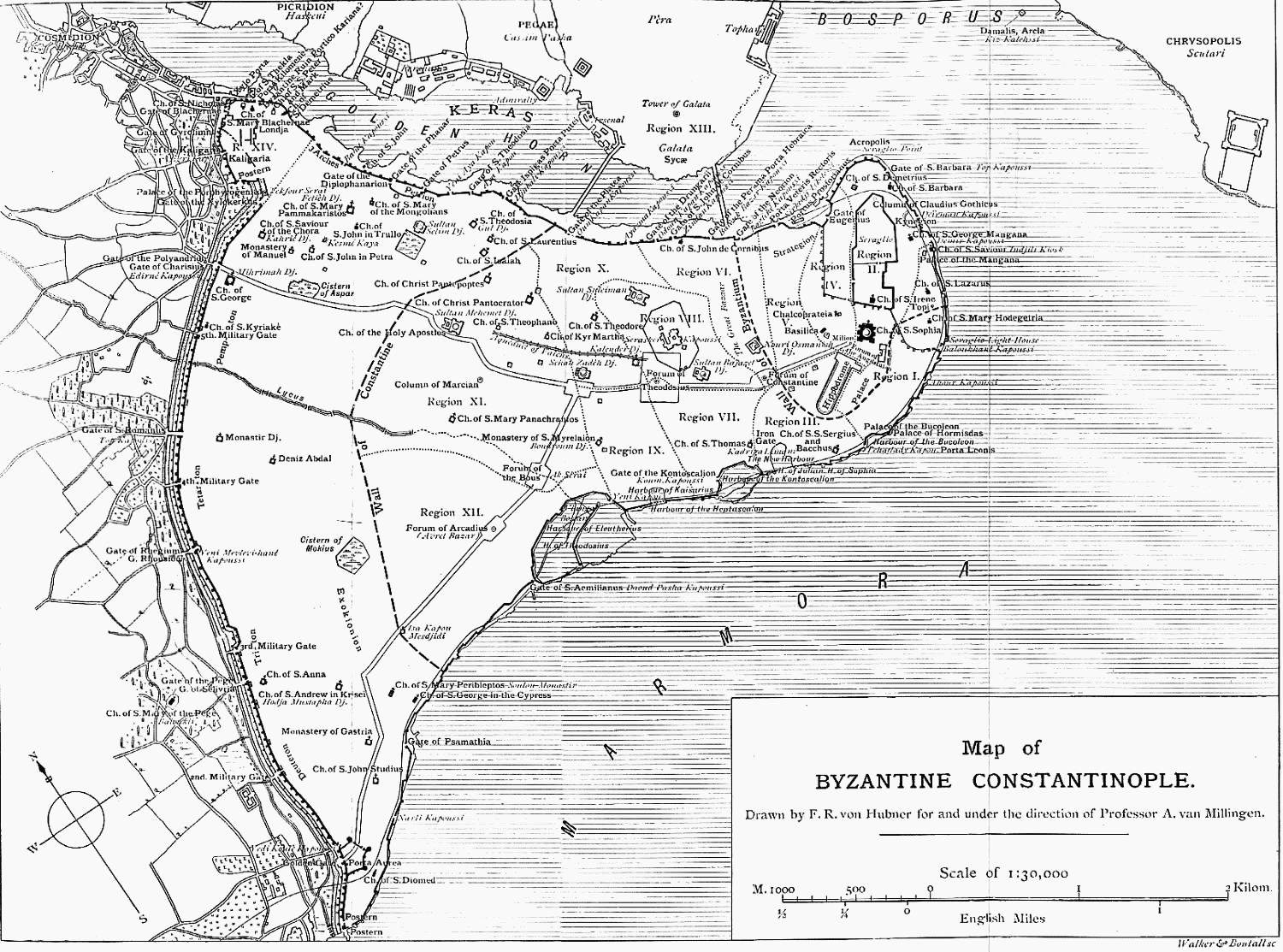
Plano da Constantinopla bizantina.

Com os Comnenos no século XII, Constantinopla viveu seu canto do cisne. Voltou a recuperar pujança económica, política e artística. De novo foi brevemente a cidade maior do mundo.Monumentos de Bizâncio, visita virtual Ainda que as obras de arte mais notáveis do período sejam as musivarias é de destacar o Palácio de Blaquerna (Tekfur) junto a muralha exterior e o Corno de Ouro Recreación virtual do Palácio de Tekfur.
Mas em 1204, o debilitamento do império era evidente e uma promessa incumprida foi a desculpa para que os exércitos da Quarta Cruzada tomassem e saqueassem a cidade impondo o efémero Império Latino. A população tinha decrescido drasticamente de 500 000 a menos de 100 000 habitantes e ainda fá-lo-ia mais (30.000) até que o avanço turco pólo este tinha terminado com o assédio e queda de Constantinopla, e com ela, o de um moribundo Império Bizantino.

## Império Otomano: Istambul

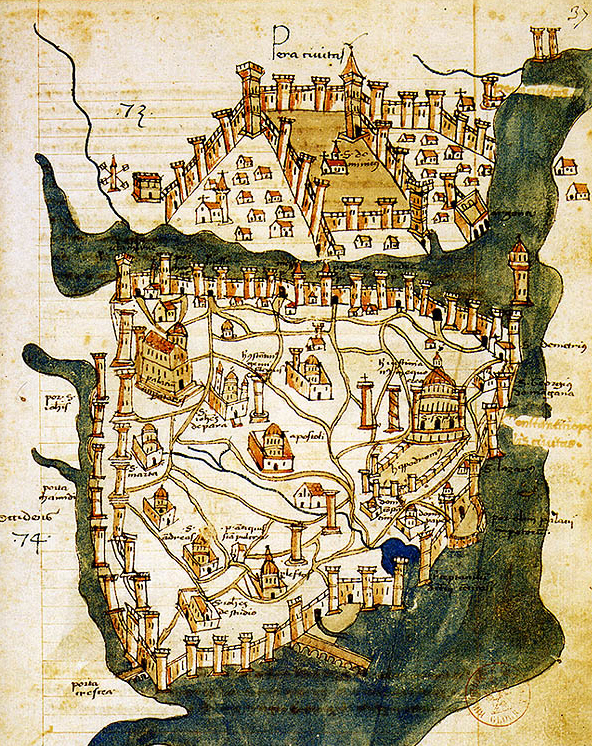
Mapa de Constantinopla (1422), pelo cartógrado florentino Cristóforo Buondelmonte.

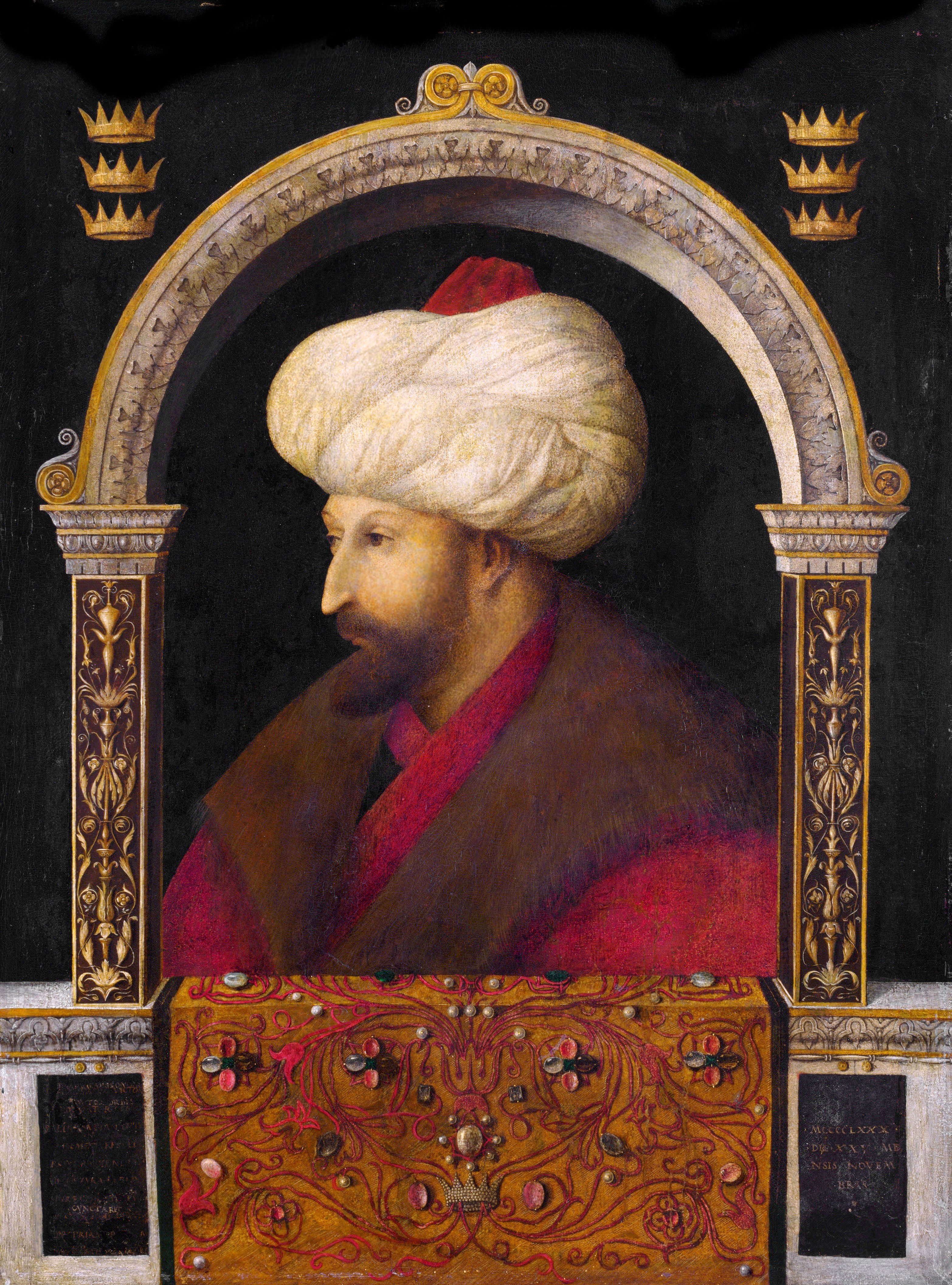
Sultão Maomé II

O 29 de maio de 1453, Constantinopla por fim caiu, e a história deu um giro, para ocidente. O comércio de Europa com oriente e Ásia declinou o que forçou a procurar novas rotas pólo atlântico. Era-a das descobertas, a Idade Moderna, dava começo.
O primeiro facto para a cidade foi a radical mudança religiosa-cultural: no mesmo dia da conquista, o sultão Maomé II, o Conquistador foi a rezar a Santa Sofia com a cabeça olhando Meca. As igrejas foram de imediato convertidas em mesquitas.
Não correu essa sorte a dos Santos Apóstolos. Por sua significação como lugar de enterro dos imperadores bizantinos, Maomé quis levantar em seu lugar a primeira mesquita imperial da notícia capital do Império Otomano: a Mesquita Fatih (r. 1463-1470), derrubada por um tremor em 1766), bem mais que uma mesquita, é todo um complexo (kulliie) que reúne também madrasa (escola coránica) e tumba numa disposição de ordem e proporçoes clássicas. Também Maomé II deu início as primeiras construções de um palácio imperial acomodado (o bizantino estava em ruínas). Elegeu o lugar da primitiva acrópole grega e com os séculos completar-se-ia como o Topkapi. Asemade, para fornecer o comércio, ordenou a construção do Grande Bazar (muito aumentado no século XVI) nas cercanias do antigo fórum de Teodósio.
Mas o desafio para a nova capital foi a de conseguir repovoá-la. Não foi senão pela força que Istambul recuperou seu ânimo de grande cidade (em 1500 atingiu os 200 000 habitantes).

## Solimão e Sinan

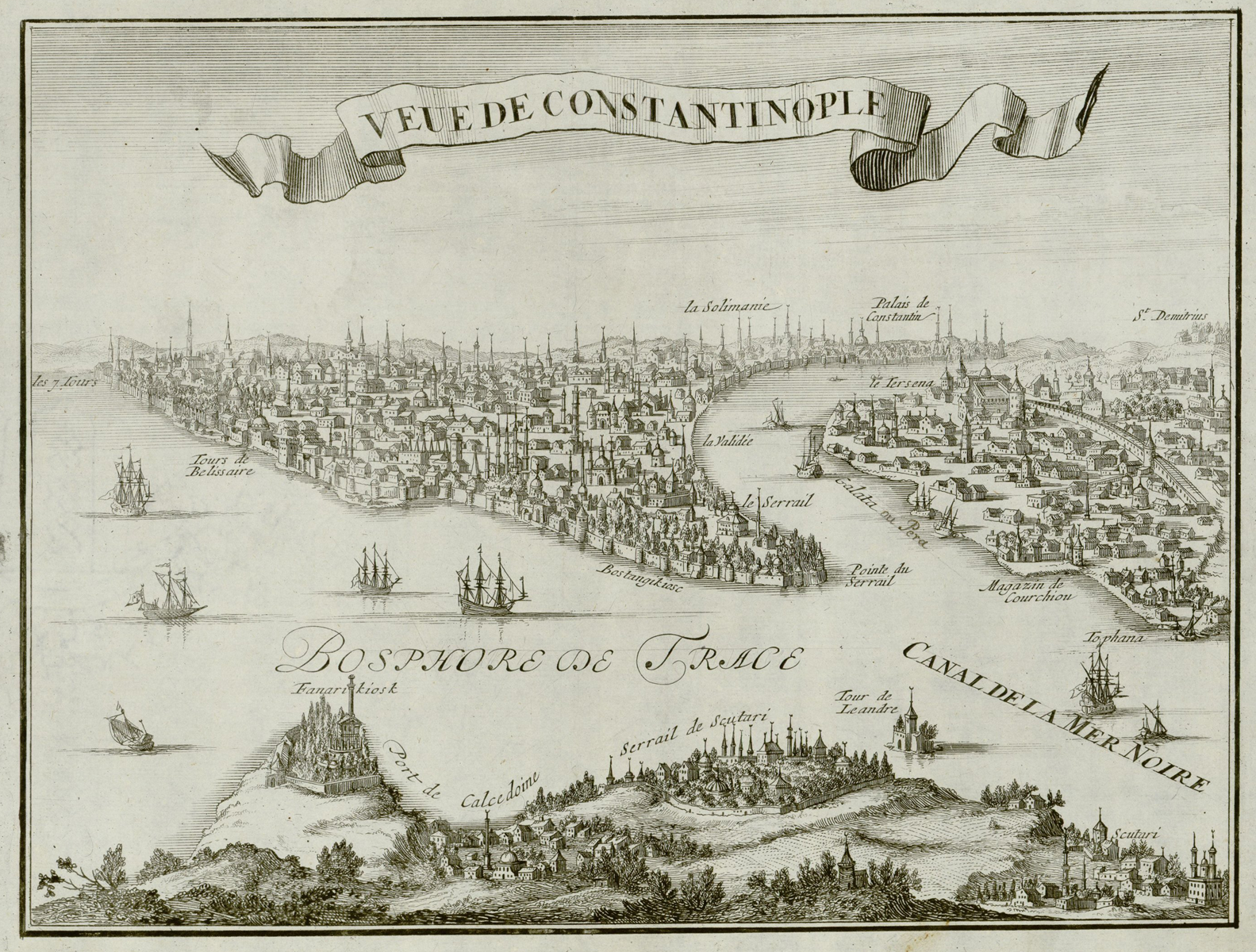
Nicolas de Fer: Vista de Constantinopla, Paris 1696.

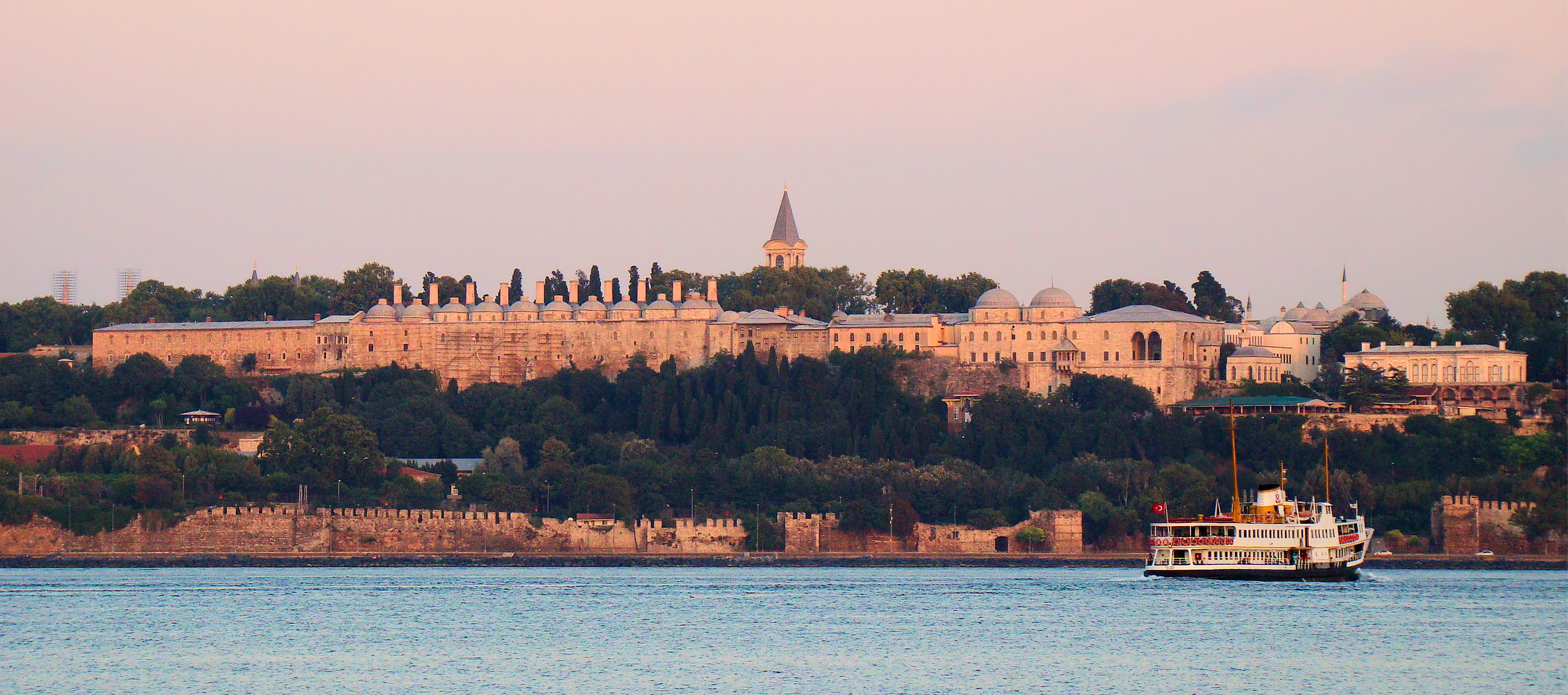
Palácio de Topkapi desde o Bósforo.

Depois do sinal deixado na cidade do "Conquistador" (Fatih), a cada sultão quis deixar sua impressão com alguma grande obra. Assim a Mesquita de Bajazeto junto ao bazar (1491-1506). Mas o esplendor da capital otomana viria da mão de Solimão, o Magnífico e seu arquitecto Sinan (a altura do contemporâneo Miguel ângelo). Com ele a arquitectura otomana atingiria o clasicismo, conjugando suas antigas raizames persas com a influenza bizantina exemplificada no modelo de Santa Sofia. A primeira obra mestre será a Mesquita Şehzade (1543) junto ao aqueduto de Valente. Nela consegue a integração e clareza espacial que serão canónicas nos interiores das mesquitas otomanas, mediante uma cúpula central rodeada de quatro semicúpulas. A culminación conseguiu-a com a Mesquita Süleymaniye (1557), onde voltará à valoração de um eixo longitudinal como em Santa Sofia eliminando duas cúpulas laterais. Seu monumentalidade dominando o Corno de Ouro com os característicos minaretes otomanos resulta impressionante.
Após Sinan, seguindo seu m>, erixíronse muitas mais mesquitas, entre as que cabe destacar a célebre Mesquita Azul (1609-1616) que se alça junto ao Hipódromo e Sta. Sofia na ponta da península, compondo um quadro urbano único. A cidade voltaba a ser a maior do mundo.

## Século XIX
Mas com a decadência do Império Otomano, Istambul também perdeu ânimo. Os séculos XVIII e XIX supuseram os de um adormecimento no que o organismo urbano do passado bastava para conter a cidade presente.o.uk/m07/e020.jpg Plano de Constantinopla no século XIX Só cabe destacar alguma obra singular como o Palácio de Dolmabahçe ao lado do Bósforo.

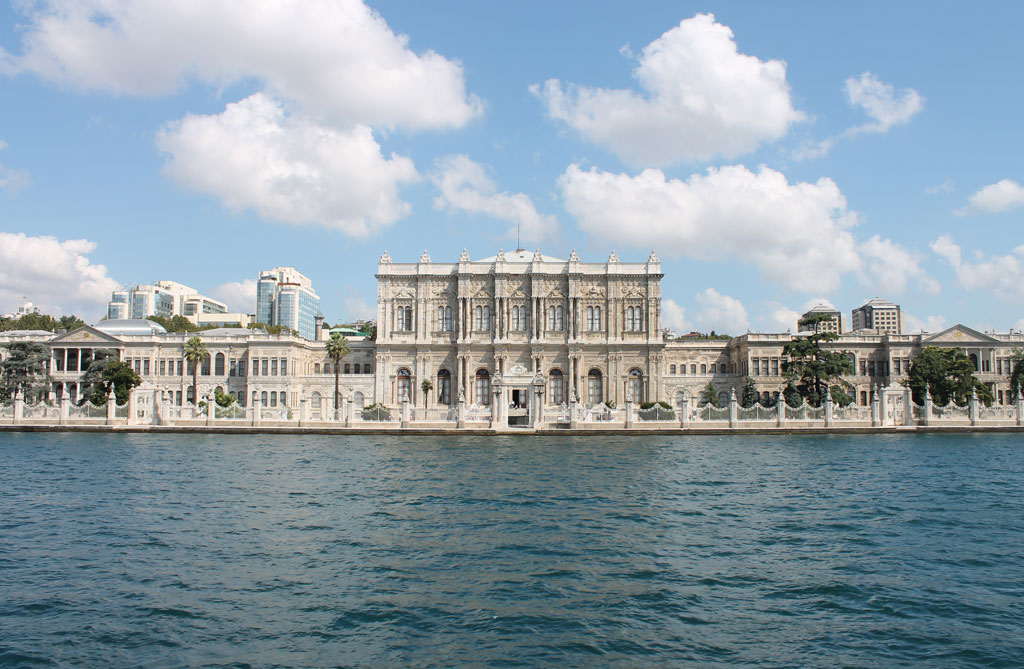
Palácio Dolmabahçe

Desde a metade do século o centro da cidade moderna desloca-se progressivamente para o norte do corno, para além dos bairros de Gálata e Pera (Beyoglu), com a rua Istiklal como eixo e a Praça Taksim como foco Plano de ConstantinoplaLocalização do bairro Beyoglu[ligação inativa]. Para tal desenvolvimento precisavam-se pontes sobre do corno e, pela primeira vez em sua longa história (tinha tido projetos do sultão Bajazeto no século XVI inclusive com Leonardo da Vinci), duas tenderam-se em sucessivas estruturas ao longo do XIX.

## Istambul contemporânea

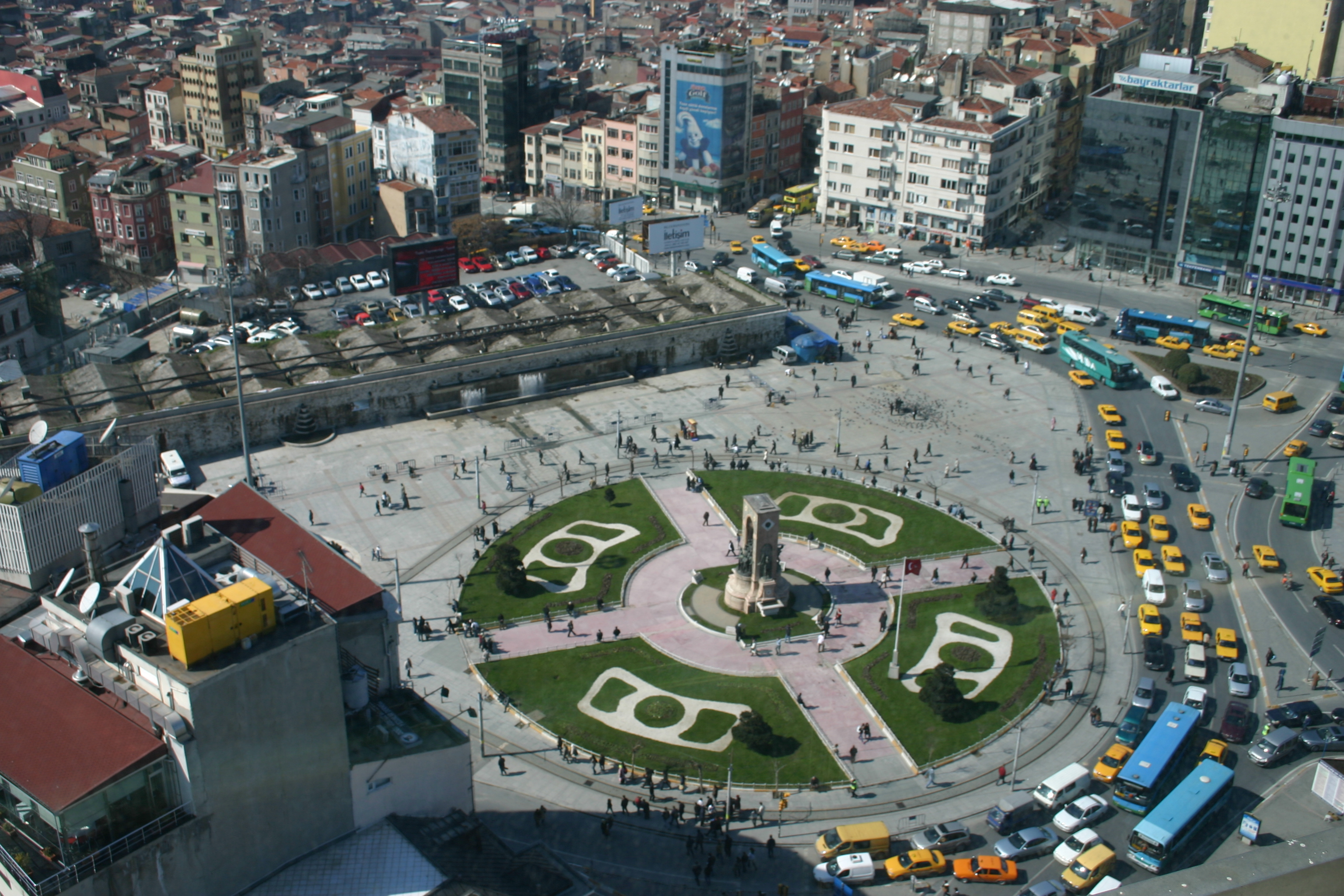
Praça Taksim

A proclamação em 1923 por Kemal Atatürk da República de Turquia com capital em Ancara supôs a puntilla para sua decadência, ainda que nunca deixou de ser o centro económico, financeiro, industrial, comercial e cultural da região. Nas décadas de 1950 e 1960 a cidade sofreu uma grande mudança estrutural quando a antanho numerosa e próspera comunidade grega, procedente da população antiga, se viu mermada por consequência do Pogrom de Istambul de 1955, que provocou que a maioria dos gregos de Turquia fugisse para Grécia. Durante esta época, o governo de Adnan Menderes tentou desenvolver o país em seu conjunto e construiu novas estradas e fábricas na cidade. Graças a isto, Istambul se dotou de boulevards modernos e de praças públicas amplas, ainda que a expensas da demolição de edifícios históricos.

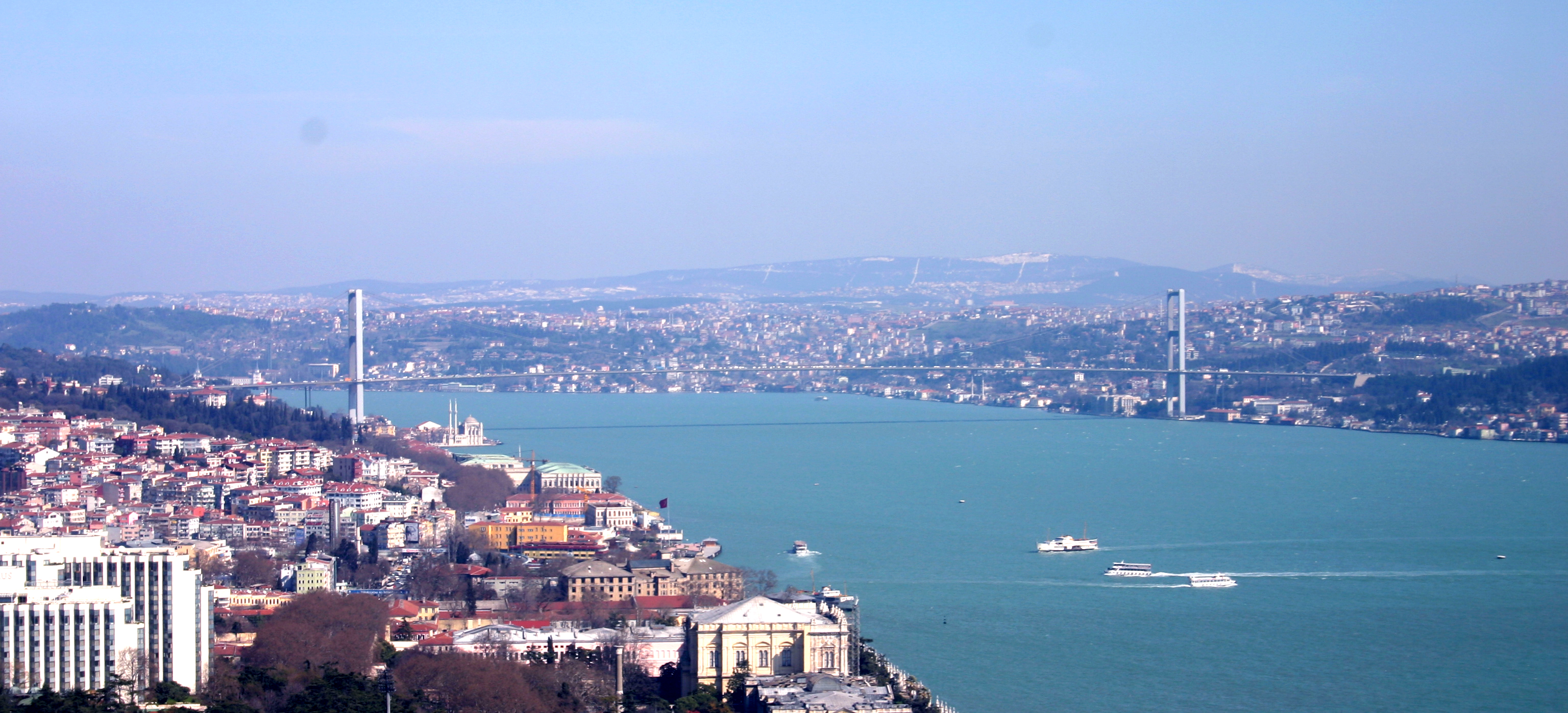
Ponte do Bósforo.

Durante a década de 1970 a população começou a crescer rapidamente com a chegada de imigrantes da Anatolia na busca de trabalho nas novas fábricas. Este aumento repentino provocou a construção apressada de edifícios de moradias de qualidade e aparência pobres, ao mesmo tempo em que a metrópole estendia-se pô-los bairros. Da mão de sua privilegiada posição geográfica e uma possível futura integração de Turquia na União Europeia, a metrópole na que se converteu tienta encontrar seu lugar como cidade global. Primeiro foi a união física de Europa e Ásia através do Bósforo com a construção de duas grandes pontes. Isso permitiu a integração da parte asiática como zoa de expansão do área metropolitana. O desenvolvimento de um bairro de negócios com arranha-céus também parecia obrigado e se está a erigir em Beksitas, ao norte de Beyoglu.